# Damián Tabarovsky
Damián Tabarovsky (Buenos Aires, 1967) es un escritor, traductor y editor argentino.

## Trayectoria
Se graduó en la Escuela de Estudios Superiores en Ciencias Sociales de París. 
Sus novelas combinan el humor con la erudición. En general están escritas con un método digresivo a base de rodeos y aceleraciones. Varios de sus libros han sido traducidos al francés (bajo la editorial Christian Bourgois), alemán, griego, ruso, inglés, y portugués. Tabarovsky tradujo a Copi, Louis-René des Fôrets y Raymond Roussel, entre otros. Fue director editorial de Interzona Editora, y actualmente es editor de Mardulce Editora. Ha sido columnista del diario Clarín y actualmente lo es del diario Perfil.

## Obra
- Fotos Movidas, Grupo Editor Latinoamericano, Buenos Aires 1992.
- Coney Island, Sudamericana, Buenos Aires 1996, El octavo Loco, 2016.
- Bingo, Beatriz Viterbo Editora, Rosario 1997.
- Kafka, de vacaciones, Beatriz Viterbo Editora, Rosario 1998.
- Las Hernias, Sudamericana, Buenos Aires 2004.
- Literatura de Izquierda, Beatriz Viterbo, Rosario 2004. Reedición con un prólogo de Martín Kohan: Ediciones Godot, 2018. ISBN 9789874086518.
- La Expectativa, Caballo de Troya/Mondadori, Barcelona 2006.
- Autobiografía médica, Caballo de Troya/Mondadori, Barcelona 2007.
- Una belleza vulgar, Caballo de Troya/Mondadori, Barcelona 2011.
- Escritos de un insomne, Alquimia, Santiago de Chile, 2015
- El amo bueno, Mardulce, Buenos Aires, 2016
- Fantasma de la vanguardia, Mardulce, Buenos Aires, 2018
- El momento de la verdad, Mardulce, Buenos Aires 2022
- Lo que sobra, Mardulce, Buenos Aires, 2023